# Jok'Air
Jok'Air, pseudonimo di Melvin Félix Aka (Parigi, 23 settembre 1991), è un rapper francese di origine ivoriana. Ha fatto parte fino al 2016 del collettivo hip hop MZ, prima di intraprendere un percorso da solista.

## Biografia
Melvin Félix Aka nasce nel XIX arrondissement di Parigi e cresce nel XIII, precisamente a Chevaleret.

## Carriera

### MZ
Si appassiona all'hip hop all'età di 15 anni, tanto che suo fratello Davidson decide di pagargli delle ore in studio di registrazione, insieme ai suoi amici Hache-P, Dehmo e Loka. I quattro fondano così il gruppo MZ, cioè Mafia Zeutrei.
Tra il 2006 e il 2016 la MZ pubblica due album in studio e sei mixtape, prima di sciogliersi a causa di un litigio che Jok'Air e Davidson hanno con Hache-P e Dehmo. Sentendosi tradito, Jok'Air decide di iniziare una carriera solista.

### Carriera solista
Inizia il percorso solista con il singolo C'est la guerre, che anticipa l'EP Big Daddy Jok, uscito il 24 febbraio 2017. Nel corso del medesimo anno pubblica anche due mixtape, intitolati Je suis Big Daddy e Jok'Pololo. All'inizio del 2018, firma un contratto per l'etichetta Play Two, con la quale pubblica il suo primo album, Jok'Rambo, il 25 maggio dello stesso anno.
Il suo secondo album, Jok'Travolta, viene reso disponibile il 29 marzo 2019, e viene successivamente certificato disco d'oro. Jok'Chirak, il suo terzo album, esce il 20 marzo 2020.
Durante questo periodo, partecipa regolarmente a Radio Sexe, una web radio trasmessa su Twitch sul tema della sessualità. Lancia inoltre, sul canale BET, un suo reality show, chiamato Jok'Air in LA.
L'11 dicembre 2020 pubblica il suo quarto album, VI République. La copertina del disco raffigura l'attivista Assa Traoré sotto il tricolore francese, nel ruolo di Presidente della Repubblica. Il 19 novembre 2021 è la volta del mixtape New Jok City, che include anche delle sonorità gospel.
Il suo quinto album, Melvin de Paris, esce il 12 maggio 2023, e vede la partecipazione di Laylow, Dann, Linema, Damso, So La Lune, Kady e Soprano in qualità di artisti ospiti.

## Discografia

### Da solista

#### Album in studio
- 2018 – Jok'Rambo
- 2019 – Jok'Travolta
- 2020 – Jok'Chirak
- 2020 – VI République
- 2023 – Melvin de Paris
- 2023 – Le Jolies filles aiment Jok'Air

#### Mixtape
- 2017 – Je suis Big Daddy
- 2017 – Jok'Pololo
- 2021 – New Jok City

#### EP
- 2017 – Big Daddy Jok

### Con la MZ
- 2015 – Affaire de famille
- 2016 – La dictature